# Заречный (Благоварский район)
Заречный (баш. Заречный) — деревня в Благоварском районе Республики Башкортостан Российской Федерации. Входит в состав Языковского сельсовета.

## География

### Географическое положение
Находится на левом берегу реки Кармасан.
Расстояние до:
- районного центра (Языково): 3 км,
- центра сельсовета (Языково): 3 км,
- ближайшей ж/д станции (Благовар): 11 км.

## Население
| 2002 | 2009 | 2010 |
| ---- | ---- | ---- |
| 99   | ↘92  | ↗106 |

Согласно переписи 2002 года, преобладающие национальности — башкиры (31 %), русские (27 %).